# Paul Dorval
Cet article court présente un sujet plus développé dans : Le Trio de la Tamise et Edward Jones.
Paul Dorval est le pseudonyme collectif d'écrivains anonymes des éditions Mondadori, auteurs de la série de romans policiers italiens  pour la jeunesse I Pimlico Boys, dont la traduction en français, sous le titre Le Trio de la Tamise, est signée du pseudonyme collectif Edward Jones.